# 帕達拉冰川

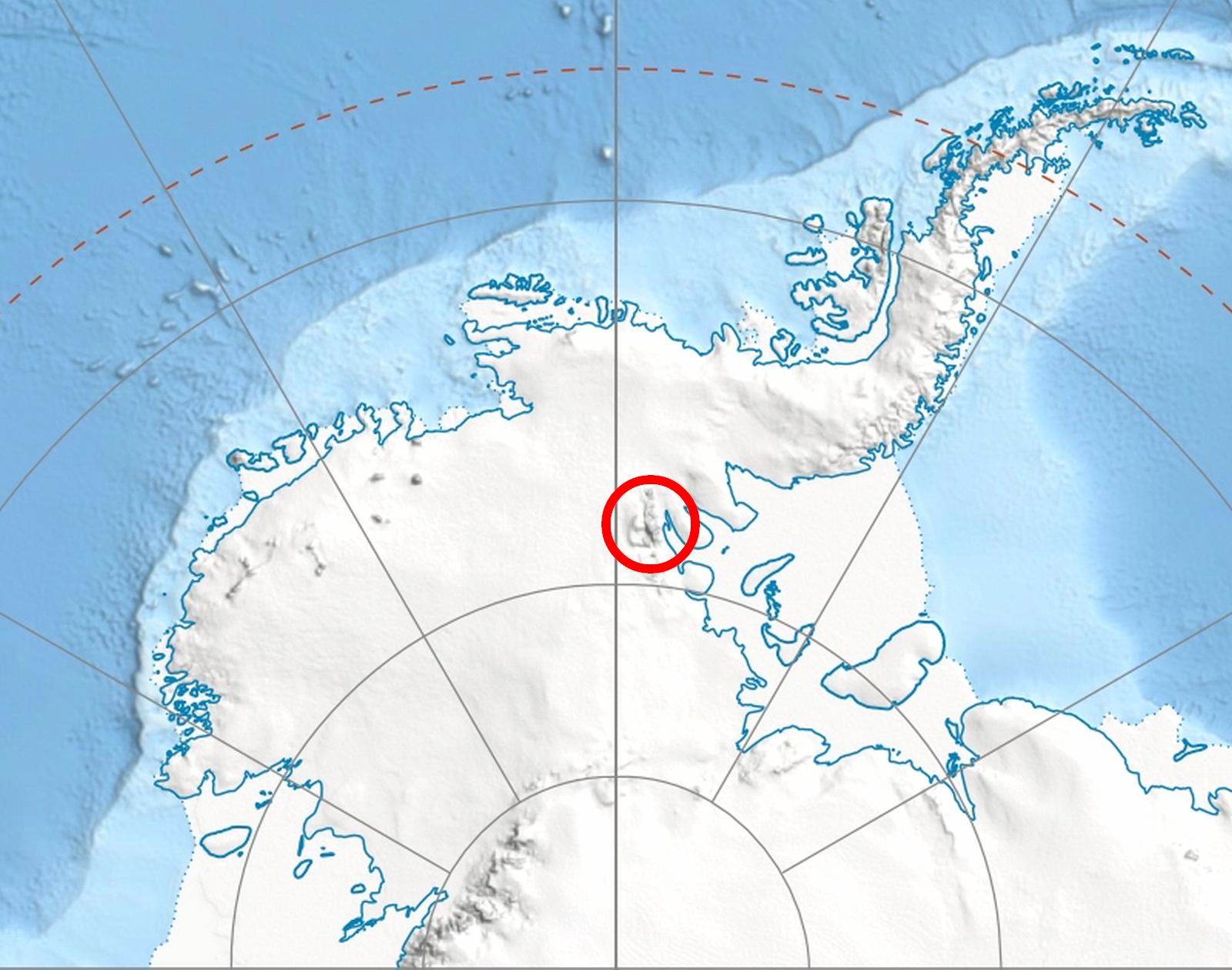

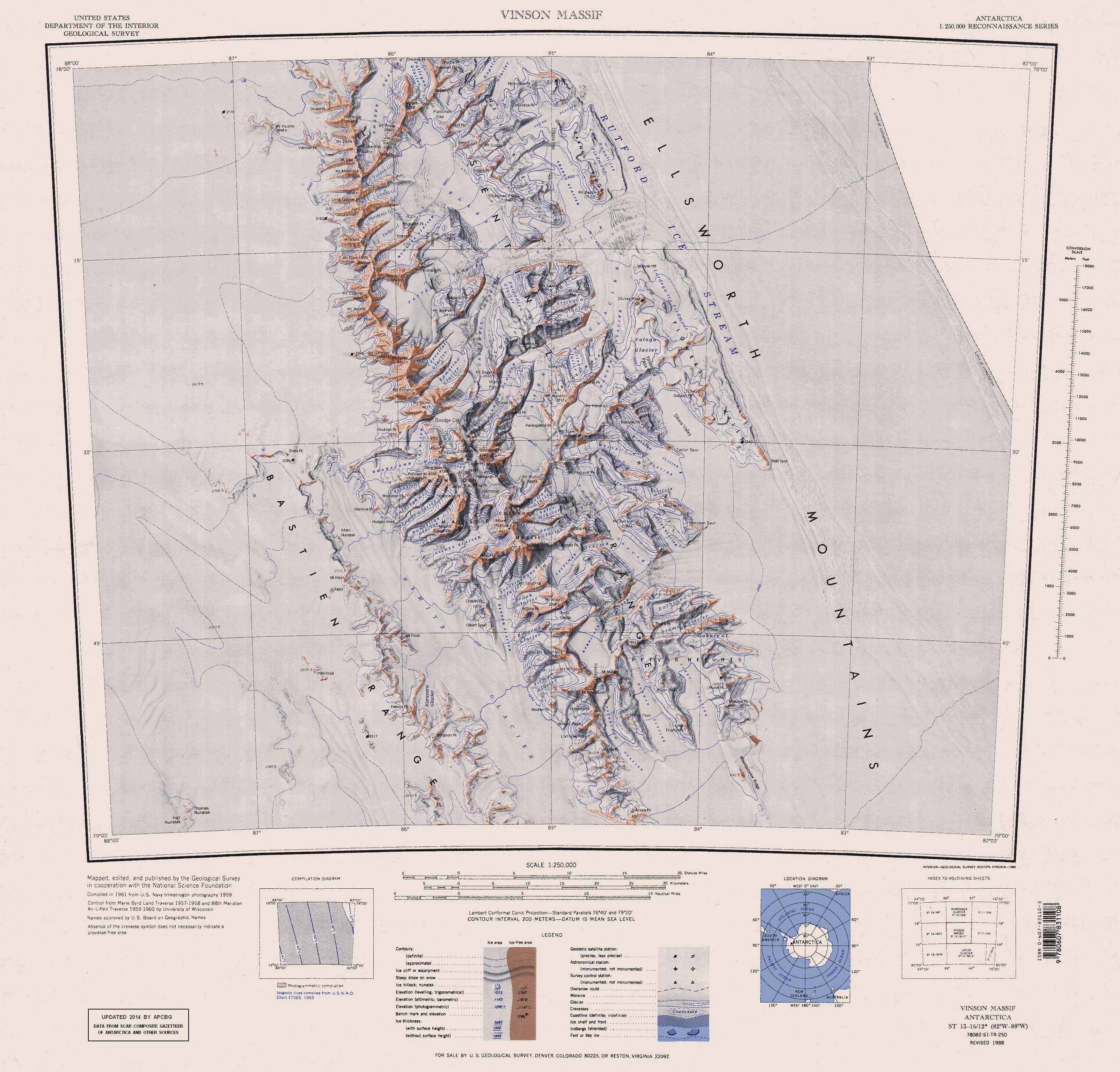

帕達拉冰川（英語：Padala Glacier），是南極洲的冰川，位於埃爾斯沃思地，處於馬爾薩冰川東南面，屬於埃爾斯沃思山脈中森蒂納爾嶺的一部分，長9公里、寬3.9公里，流經貝茲登峰東北坡和戈萊馬尼峰東南坡，最終在萊文山西北面注入恩布里冰川，現時由南極條約體系管理。